# Hartmut Briesenick
Hartmut Briesenick (17. březen 1949, Luckenwalde, Braniborsko – 8. března 2013) byl východoněmecký atlet, jehož specializací byl vrh koulí.

## Kariéra
V roce 1968 získal v Lipsku zlatou medaili na třetím ročníku evropských juniorských her (předchůdce ME juniorů v atletice) . O rok později na posledních evropských halových hrách (předchůdce halového ME v atletice) v Bělehradě získal stříbrnou medaili. V roce 1970 vybojoval zlatou medaili na prvním halovém ME ve Vídni. Titul halového mistra Evropy obhájil na následujících dvou šampionátech v Sofii 1971 a v Grenoble 1972. Na evropském šampionátu v Helsinkách 1971 získal zlatou medaili. Titul obhájil o tři roky později v Římě.
V roce 1972 vybojoval bronzovou medaili na letních olympijských hrách v Mnichově. V nesmírně vyrovnaném finále měřil jeho nejdelší pokus 21,14 m. Olympijským šampiónem se stal Polák Władysław Komar, který hodil 21,18 m a stříbro získal Američan George Woods za výkon 21,17 m. Stejný výkon jako Briesenick předvedl také jeho tehdejší reprezentační kolega Hans-Peter Gies. Ten však měl druhý nejlepší výkon horší než Briesenick a skončil čtvrtý.
Mezi jeho úspěchy patří rovněž zlatá medaile, kterou získal na světové letní univerziádě v Turíně 1970.